# Armoriale dei comuni della città metropolitana di Venezia

Stemma della Città metropolitana di Venezia

Questa pagina contiene le armi (stemmi e blasonature) dei comuni della città metropolitana di Venezia (ex provincia di Venezia).
| Stemma | Comune e blasonatura | Gonfalone e bandiera |
| ------ | --- | -------------------- |
|        | Annone Veneto D'azzurro, all'albero sradicato di verde, con appesa al tronco una targa d'argento col numero romano IX di nero, accostato da cinque stelle d'argento disposte, una in capo, due a destra e due a sinistra. D.P.R. del 4 novembre 1951 Gonfalone: drappo partito di bianco e di azzurro… |                      |
|        | Campagna Lupia Troncato d'azzurro e di verde, alla lupa ferma, d'oro, allumata di rosso, attraversante. Ornamenti esteriori da Comune. D.P.R. del 30 marzo 2004 Gonfalone: drappo di giallo con la bordatura di azzurro. |                      |
|        | Campolongo Maggiore Tre rami di quercia legati da un nastro rosso su fondo argentato. R.D. del 5 febbraio 1931 Gonfalone: drappo d'azzurro… |                      |
|        | Camponogara Albero di noce su campo erboso. Gonfalone: drappo di azzurro… |                      |
|        | Caorle |                      |
|        | Cavallino-Treporti Tagliato dalla sbarra, diminuita, ondata d'oro: il primo, di verde, al cavallo inalberato, rivoltato, d'argento; il secondo, di azzurro, alle tre ancore, poste una, due, la terza in palo sotto la prima, di argento. Ornamenti esteriori da Comune. D.P.R. del 14 febbraio 2008 Gonfalone: drappo di bianco, riccamente ornato di ricami d'argento e caricato dallo stemma sopra descritto con la iscrizione centrata in argento, recante la denominazione del Comune. Le parti di metallo ed i cordoni saranno argentati. L'asta verticale sarà ricoperta di velluto bianco, con bullette argentate poste a spirale. Nella freccia sarà rappresentato lo stemma del Comune e sul gambo inciso il nome. Cravatta con nastri tricolorati dai colori nazionali frangiati d'argento. D.P.R. del 14 febbraio 2008 |                      |
|        | Cavarzere |                      |
|        | Ceggia DPR del 28 maggio 1962 |                      |
|        | Chioggia D'argento, al leone di rosso. Ornamenti esteriori da Città. Gonfalone: drappo di rosso, riccamente ornato di ricami d'oro e caricato dello stemma sopra descritto con la iscrizione centrata in oro recante la denominazione della città. Le parti di metallo ed i cordoni saranno dorati. L'asta verticale sarà ricoperta di velluto rosso, con bullette dorate poste a spirale. Nella freccia sarà rappresentato lo stemma della città e sul gambo inciso il nome. Cravatta con nastri tricolorati dai colori nazionali frangiati d'oro. Bandiera: drappo di rosso, con altezza pari alla metà della lunghezza, in essa lunghezza comprese sei strisce orizzontali rettangolari, con lunghezza pari circa ad un terzo della lunghezza complessiva, il drappo caricato nella parte priva di strisce dallo stemma civico. L'asta sarà ricoperta di velluto rosso, con bullette dorate poste a spirale. Nella freccia sarà rappresentato lo stemma della Città e sul gambo inciso il nome. Cravatta con nastri tricolorati dai colori nazionali frangiati d'oro. |                      |
|        | Cinto Caomaggiore Interzato in banda: il primo di argento alla spiga di grano fruttata al naturale; il secondo trinciato di azzurro e di argento; il terzo d'azzurro al pino d'argento nodrito su terreno erboso rialzato all'intorno a guisa di spalto, caricato di una gemella ondata d'argento posta in fascia. Ornamenti esteriori da Comune. D.P.R. del 29 settembre 1958 Gonfalone: drappo trinciato di bianco e di azzurro… Gonfalone in uso: drappo partito di bianco e di azzurro… |                      |
|        | Cona D'azzurro, alla fanciulla in maestà, il viso, le braccia, le gambe, i piedi di carnagione, capelluta di nero vestita con blusa di rosso con gonna dello stesso, le gambe attraversanti sulla campagna, d'oro, il braccio sinistro posto lungo il fianco, il braccio destro posto a guisa di scaglione rovesciato, la mano impugnante quattro spighe di grano d'oro, poste a ventaglio. Ornamenti esteriori da Comune. Gonfalone: drappo di giallo… |                      |
|        | Concordia Sagittaria D'argento alla fascia di rosso. Ornamenti esteriori da Comune. D.P.R. del 29 luglio 1974 |                      |
|        | Dolo Inquartato di rosso e d'argento; con la bordatura d'azzurro, caricata di dodici stelle d'oro di sei raggi. Gonfalone: drappo di rosso… |                      |
|        | Eraclea Una corona di colore argento, una fronda di quercia incrociata e una merlatura con una doppia croce, simbolo della pastorale di San Magno Vescovo. Gonfalone: drappo partito di azzurro e di giallo… |                      |
|        | Fiesso d'Artico D'azzurro, al toro al naturale, passante su campagna erbosa di verde e ornamenti esteriori da Comune. Gonfalone: drappo rettangolare d'azzurro, con tre frange, di cui quella al centro più lunga, e stemma al centro R.D. del 3 agosto 1930 |                      |
|        | Fossalta di Piave D'azzurro al grappolo d'uva nera, pampinato di due pezzi; al capo di rosso, caricato di una stella (6) d'oro. Ornamenti esteriori da Comune. D.P.R. del 15 luglio 1950, registrato alla Corte dei Conti il 23 gennaio 1951 (Reg. n. 44 Presidenza - Fg. n. 241) Gonfalone: drappo partito di rosso e d'azzurro… |                      |
|        | Fossalta di Portogruaro Di argento, al castello di rosso, torriccellato di uno, merlato alla guelfa, aperto e finestrato del campo, fondato sulla campagna di verde, accostato nel cantone del capo di una spiga di grano al naturale. Ornamenti esteriori da Comune. D.P.R. del 1º luglio 1952 Gonfalone: Drappo partito di bianco e di verde, riccamente ornato di ricami d'argento e caricato dello stemma, sopraddetto con l'iscrizione centrata in argento: "Comune di Fossalta di Portogruaro". Le parti di metallo ed i cordoni saranno argentati. L'asta verticale sarà ricoperta di velluto dai colori bianco e verde alternati con bullette argentate poste a spirale. Nella freccia sarà rappresentato lo stemma del Comune e sul gambo inciso il nome. Cravatta e nastri tricolorati dai colori nazionali, frangiati di argento. |                      |
|        | Fossò Troncato di rosso e di verde alla fascia d'argento sormontata da una stella (8 punte) dello stesso. Ornamenti esteriori da Comune. Gonfalone: drappo troncato di verde e di rosso riccamente ornato di ricami d'argento e caricato dello stemma sopra descritto con la iscrizione centrata in argento: Comune di Fossò. D.P.R. del 26 giugno 1955 |                      |
|        | Gruaro Scudo sannitico di rosso, con due gru al naturale, affrontate e nuotanti in acque d'argento venate di azzurro. |                      |
|        | Jesolo D'azzurro, al drago di rosso. Gonfalone: drappo di colore azzurro riccamente ornato di ricami d'oro e caricato dello stemma sopra descritto con l'iscrizione centrata in oro: Città di Jesolo. |                      |
|        | Marcon Di verde, alla bilancia formata dal fusto, dal gioco, entrambi mistilinei, dalle due coppe, il tutto d'argento, le coppe sospese con tre cordicelle ciascuna, di nero, il fusto fondato in punta, di rosso, con la bordatura superiore e laterale d'argento. D.P.R. del 2 aprile 2001 Gonfalone: Drappo partito di rosso e di bianco. |                      |
|        | Martellago |                      |
|        | Meolo |                      |
|        | Mira Scudo d'argento, a tre ghirlande d'olivo, di verde, fruttate dello stesso, legate di rosso, due ed una, intrecciate; colla bordatura di rosso. Lo scudo accostato da due rami di palma di verde decussati sotto la punta e legati d'azzurro, e cimato da una corona formata da un cerchio di muro d'oro aperto da quattro porte e merlato di cinque pezzi dello stesso, uniti da muricciuoli d'argento. R.D. del 20 settembre 1868 |                      |
|        | Mirano |                      |
|        | Musile di Piave Inquartato: nel primo, di cielo, alla collina di verde, caricata del fiume posto in sbarra, di azzurro, movente dal fianco sinistro e desinente alla linea di partizione, sostenente la chiesa ed il campanile d'oro, coperti di rosso, cimati dalla crocetta di nero, la cella campanaria aperta di due del campo; nel secondo, d'oro, alla croce alla greca, diminuita, di rosso; nel terzo, di verde, al compasso da agrimensore al naturale, aperto; nel quarto, di cielo, alla barca all'antica, di verde, con fasciame interno al naturale, fluttuante sul mare di azzurro. Ornamenti esteriori da Comune [dal 2019 ornamenti da Città]. Gonfalone: drappo di azzurro… D.P.R. del 24 ottobre 2018 |                      |
|        | Noale Di rosso, alla croce diminuita di argento, accantonata nei cantoni primo e secondo dalla stella di cinque raggi, d'oro, nel cantone terzo dalla lettera maiuscola C, d'oro, nel cantone quarto dalla lettera maiuscola N, dello stesso colore. Ornamenti esteriori da Città Gonfalone: drappo di azzurro, riccamente ornato di ricami d'oro e caricato dallo stemma sopra descritto con la iscrizione centrata in oro, recante la denominazione della Città. Le parti di metallo ed i cordoni sono dorati. L'asta verticale è ricoperta di velluto azzurro con bullette dorate poste a spirale. Nella freccia sarà rappresentato lo stemma della Città e sul gambo inciso il nome. Cravatta con nastri tricolorati dai colori nazionali frangiati d'oro. |                      |
|        | Noventa di Piave D'oro, al cavallo spaventato di nero, attraversante la fascia ondata d'azzurro; al cantone sinistro del capo del medesimo, caricato di sette palle d'argento, 2, 3, 2. Ornamenti esteriori da Comune. Gonfalone: drappo di azzurro… DPR del 6 aprile 1987 |                      |
|        | Pianiga D'azzurro, all'albero di gelso, caricato di cinque uccelli, al naturale, nodrito su campagna di verde, attraversata in banda da una riviera d'argento, ondata d'azzurro. Gonfalone: drappo troncato di bianco e di azzurro… D.P.R. 7 giugno 1962 |                      |
|        | Portogruaro Di rosso, al campanile d'argento, con base a gradini dello stesso, su campagna di verde accostato da due gru al naturale, affrontate, con le zampe l'una sulla campagna, l'altra sui gradini. D.C.G. del 4 febbraio 1935, modificato dal R.D n. 180 del 2 agosto 1943 Gonfalone: drappo di bianco bordato di rosso… Gonfalone precedentemente in uso: drappo di rosso… |                      |
|        | Pramaggiore Gonfalone: Drappo partito di rosso e di azzurro. DPR del 4 febbraio 1955 |                      |
|        | Quarto d'Altino Trinciato, ad una strada acciottolata al naturale sulla partizione: il primo di rosso, ad un pastorale d'argento in palo; il secondo di azzurro, ad un fabbricato sinistrato da una ciminiera fumante, il tutto d'oro. Ornamenti esteriori da Comune. Gonfalone: Drappo trinciato di azzurro e di rosso. D.P.R. del 9 marzo 1982 |                      |
|        | Salzano |                      |
|        | San Donà di Piave Campo di cielo, all'angelo di carnagione, con le ali di bianco, al naturale, con chioma castana, dello stesso, indossante la dalmatica di cuoio, al naturale, e la corazza d'argento, cimata dalla gorgiera di azzurro, le gambe protette da schinieri d'argento, bordati d'oro all'insù, impugnante con la mano destra l'asta d'oro, cimata dall'elmo, dello stesso, piumato a sinistra di rosso, essa asta munita a mezza altezza di bilancia a due coppe, d'oro; e reggente con la mano sinistra lo scudo ovale, poggiante sulla campagna, troncato in scaglione, d'azzurro e di rosso, con lo scaglione diminuito, d'argento, sulla partizione; l'angelo ritto e attraversante sulla campagna di terra, al naturale, con ciuffi d'erba, di verde, sostenente a destra la casetta, e a sinistra la piccola chiesa, munita di campanile, entrambe di argento, coperte di rosso. Ornamenti esteriori da Città. D.P.R. n. 762 del 12 ottobre 1987 Gonfalone: drappo di azzurro… |                      |
|        | San Michele al Tagliamento D'argento, alla fascia di azzurro, accompagnata da tre stelle dello stesso, due in capo e una in punta. Gonfalone: Drappo quadrangolare, in conformità a quanto previsto dal R.D. 7 giugno 1943, n. 652, misurante m 1 x 2, partito di bianco ed azzurro riccamente ornato di ricami di argento e caricato dello stemma sopra descritto con l'iscrizione centrata in argento "Comune di San Michele al Tagliamento". D.P.R. del 4 febbraio 1955 |                      |
|        | Santa Maria di Sala D'argento, alla banda doppiomerlata di nero. Ornamenti esteriori da Comune. Gonfalone: Drappo di azzurro. D.P.R. del 27 giugno 1962 |                      |
|        | San Stino di Livenza Gonfalone: Lo stemma è stato concesso con decreto del presidente della repubblica in data 13 dicembre 1964 ed è così descritto: d'azzurro, alla sbarra d'argento, accostata da due stelle di sei raggi dello stesso, poste una nel canton sinistro del capo, l'altra in quello destro della punta. Ornamenti esteriori da Comune. Il progetto araldico, che fu approvato con deliberazione del Consiglio comunale n. 53 in data 5 novembre 1963, si è basato sulle caratteristiche topografiche e ricordava "nelle stelle il complesso edile del centro e delle dipendenze comunali, nella banda il corso della Livenza che ne completa l'onomastica." |                      |
|        | Scorzè Castello d'argento, semidiroccato a sinistra, fondato sulla campagna di rosso in campo azzurro, nonché ghiaccioli di grandine al naturale d'argento in campo rosso. R.D. del 9 aprile 1911 Gonfalone: drappo di bianco… |                      |
|        | Spinea D'oro, alla fascia di due rami di spino attorcigliati e attornianti tre fiori, il 1° e il 3° uscenti dai fianchi, il tutto d'azzurro. Ornamenti esteriori da Comune. Gonfalone: Drappo di giallo al palo di azzurro… D.P.R. del 6 ottobre 1953 |                      |
|        | Stra D'azzurro, alla fascia ondata di argento, colla campagna di verde. Ornamenti esteriori da Comune. R.D. del 23 giugno 1927 |                      |
|        | Teglio Veneto |                      |
|        | Torre di Mosto D'argento alla torre di rosso, vista di spigolo, aperta di due pezzi e finestrata di otto, posti 2, 4 e 2, del campo, bugnata, merlata alla guelfa di dieci pezzi, cimata di una banderuola bifida di rosso, fondata sopra un ristretto di campagna. D.P.C.M. dell'11 novembre 1952 Gonfalone: drappo partito di bianco e di rosso riccamente ornato di ricami d'argento e caricato dello stemma comunale con l'iscrizione centrata in argento Comune di Torre di Mosto. D.P.R. del 12 settembre 1953 |                      |
|        | Venezia D'azzurro, al leone d'oro, alato e nimbato dello stesso, con testa posta di fronte, accovacciato, tenente tra le zampe anteriori avanti al petto il libro d'argento aperto dell'Evangelo scritto delle parole a lettere maiuscole romane di nero PAX TIBI MARCE [la pace sia con te Marco…] nella prima facciata in quattro righe ed EVANGELISTA MEUS […mio evangelista] nella seconda facciata, similmente in quattro righe. Lo scudo di forma veneta sarà timbrato dal corno dogale. Gonfalone: drappo di rosso con la bordatura dello stesso, bordata da filetti d'oro interni ed esterni incrociantisi negli angoli, e caricata da ricami d'oro e da quattro sfere armillari, d'azzurro e d'oro, una in capo, una in punta, due nei fianchi; il drappo sarà caricato dallo stemma della città con la iscrizione centrata in oro: CITTÀ DI VENEZIA. Il drappo sarà ornato nella parte inferiore da sei strisce rettangolari di rosso, orlate da filetti d'oro, caricate da ricami dello stesso, alte circa un terzo dell'intero drappo. Le parti di metallo ed i cordoni saranno dorati. L'asta verticale sarà ricoperta di velluto rosso, con bullette dorate poste a spirale. Nella freccia sarà rappresentato lo stemma della Città e sul gambo inciso il nome. Cravatta con nastri tricolorati dai colori nazionali frangiati d'oro |                      |
|        | Vigonovo Un leone d'oro in posizione retta e rivolto a sinistra che tiene nell'arto anteriore una daga romana d'argento con manico d'oro. D.P.R. del 28 giugno 1956 Gonfalone: drappo partito di azzurro e di giallo, riccamente ornato di ricami d'argento, caricato dello stemma sopra descritto con al centro l'iscrizione in argento "Comune di Vigonovo". Le parti di metallo e i cordoni sono argentati. L'asta verticale è ricoperta di velluto dei colori del drappo alternati con bullette argentate disposte a spirale. Nella freccia è rappresentato lo stemma del Comune. Cravatta e nastri tricolori dei colori nazionali, frangiati d'argento. |                      |

## Ex comuni
| Stemma | Ex comune e blasonatura | Gonfalone |
| ------ | --- | --------- |
|        | Malamocco (dal 1883 annesso al comune di Venezia) Stemma con la croce rossa in campo d'argento. Abitualmente è rappresentato entro uno scudo mistilineo e caricato su di una pelle di cervo aperta. |           |
|        | Mestre (dal 1926 annesso al comune di Venezia) D'azzurro, alla croce piana d'argento, accostata dal leone d'oro di San Marco nel cantone destro del capo, dalla lettera capitale M (Mestre) d'oro nel cantone destro della punta e dalla lettera capitale F (Fidelissima) nel cantone sinistro della punta. Concessione dell'Imperatore Ferdinando I del 1837 |           |
|        | Murano (dal 1923 annesso al comune di Venezia) Il gallo è nero ed ardito, con la corona d'argento, posto su un ristretto di terreno di verde la cresta argentata, la serpe verde, la volpe d'oro. Concessione dell'Imperatore Ferdinando I del 20 aprile 1845                                                                                                 |           |
|        | Zelarino (dal 1926 annesso al comune di Venezia) Troncato: al primo d'azzurro, alla stella (8) d'argento; al secondo di rosso, alla lettera Z minuscola, gotica, d'oro. R.D. del 29 giugno 1902, RR.LL.PP. del 9 settembre 1902 |           |